# Hejnał Biecza
Hejnał Biecza – hejnał grany codziennie w południe oraz wieczorem (o godz. 22:00) z wieży ratuszowej w Bieczu.
W czasie istnienia miasta z wieży ratuszowej trębacz grał hejnał o poranku, w południe, oraz wieczorem, w czasie zamykania bram miasta. Gdy miasto było zagrożone, trąbiono na alarm. Pierwsze informacje dotyczące hejnału i hejnalisty pochodzą z XVI w. W 1569 roku miasto nie mogło wybronić się z olbrzymich podatków i popadło w ruinę. 8 maja tego roku o 10. rano zawaliła się wieża ratuszowa, a w jej ruinach zginął młody trębacz.
21 kwietnia 2005 roku postanowiono ponownie odgrywać biecki hejnał. Hejnał został odtworzony z przedwojennych zapisków, na prośbę Towarzystwa Przyjaciół Biecza i Ziemi Bieckiej. Od dnia 29 czerwca z wieży ratuszowej ponownie można usłyszeć hejnał.